# Сібрук (Техас)
Сібрук (англ. Seabrook) — місто (англ. city) в США, в округах Чемберс і Гарріс штату Техас. Населення — 13 618 осіб (2020).

## Географія
Сібрук розташований за координатами 29°35′35″ пн. ш. 94°59′36″ зх. д. / 29.59306° пн. ш. 94.99333° зх. д. (29.592971, -94.993424).  За даними Бюро перепису населення США в 2010 році місто мало площу 55,09 км², з яких 13,79 км² — суходіл та 41,30 км² — водойми.

### Клімат
| Клімат : Сібрук         | Клімат : Сібрук | Клімат : Сібрук | Клімат : Сібрук | Клімат : Сібрук | Клімат : Сібрук | Клімат : Сібрук | Клімат : Сібрук | Клімат : Сібрук | Клімат : Сібрук | Клімат : Сібрук | Клімат : Сібрук | Клімат : Сібрук | Клімат : Сібрук |
| Показник                | Січ.            | Лют.            | Бер.            | Квіт.           | Трав.           | Черв.           | Лип.            | Серп.           | Вер.            | Жовт.           | Лист.           | Груд.           | Рік             |
| Абсолютний максимум, °C | 29,4            | 32,2            | 35,6            | 33,9            | 37,8            | 41,1            | 41,1            | 41,1            | 42,2            | 35,6            | 32,2            | 28,9            | 42,2            |
| Середній максимум, °C   | 16,1            | 17,8            | 21,1            | 25,0            | 28,3            | 31,1            | 32,8            | 32,8            | 30,6            | 26,7            | 21,7            | 17,8            | 25,0            |
| Середній мінімум, °C    | 6,1             | 7,8             | 11,7            | 16,1            | 20,0            | 22,8            | 23,9            | 23,9            | 21,7            | 16,1            | 11,7            | 7,8             | 15,6            |
| Абсолютний мінімум, °C  | −12,2           | −10             | −5,6            | −5,6            | 6,7             | 13,3            | 7,2             | 16,1            | 10,0            | 0,6             | −3,9            | −12,8           | −12,8           |
| Норма опадів, мм        | 98              | 84              | 81              | 83              | 121             | 180             | 118             | 129             | 132             | 152             | 110             | 102             | 1390            |
| ----------------------- | --------------- | --------------- | --------------- | --------------- | --------------- | --------------- | --------------- | --------------- | --------------- | --------------- | --------------- | --------------- | --------------- |
| Джерело:                |                 |                 |                 |                 |                 |                 |                 |                 |                 |                 |                 |                 |                 |

## Демографія
Згідно з переписом 2010 року, у місті мешкали 11 952 особи в 4846 домогосподарствах у складі 3075 родин. Густота населення становила 217 осіб/км².  Було 5528 помешкань (100/км²).
Расовий склад населення:
| - 85,0 % — білих - 4,4 % — азіатів - 4,1 % — чорних або афроамериканців - 0,5 % — корінних американців - 3,4 % — осіб інших рас |

До двох чи більше рас належало 2,6 %. Частка іспаномовних становила 14,2 % від усіх жителів.
За віковим діапазоном населення розподілялося таким чином: 25,1 % — особи молодші 18 років, 67,6 % — особи у віці 18—64 років, 7,3 % — особи у віці 65 років та старші. Медіана віку мешканця становила 37,2 року. На 100 осіб жіночої статі у місті припадало 103,3 чоловіків;  на 100 жінок у віці від 18 років та старших — 103,9 чоловіків також старших 18 років.
Середній дохід на одне домашнє господарство  становив 104 511 долар США (медіана — 82 047), а середній дохід на одну сім'ю — 123 171 долар (медіана — 112 266). Медіана доходів становила 82 576 доларів для чоловіків та 48 472 долари для жінок. За межею бідності перебувало 7,4 % осіб, у тому числі 10,6 % дітей у віці до 18 років та 13,0 % осіб у віці 65 років та старших.
Цивільне працевлаштоване населення становило 6771 особа. Основні галузі зайнятості: виробництво — 19,3 %, освіта, охорона здоров'я та соціальна допомога — 17,5 %, науковці, спеціалісти, менеджери — 12,8 %, мистецтво, розваги та відпочинок — 10,8 %.